# Mitracarpus depauperatus
Mitracarpus depauperatus är en måreväxtart som beskrevs av Nathaniel Lord Britton och Percy Wilson. Mitracarpus depauperatus ingår i släktet Mitracarpus och familjen måreväxter. Inga underarter finns listade i Catalogue of Life.